# Tusi Pisi
Tusi Pisi (ur. 18 czerwca 1982 w Apii) – samoański rugbysta występujący na pozycji łącznika ataku w drużynie Suntory Sungoliath oraz reprezentacji Samoa. Trzykrotny uczestnik pucharu świata.

## Kariera klubowa
W 1995 wziął udział w Roller Mills Rugby Tournament, prestiżowym turnieju dla uczniów szkół podstawowych. Uczęszczał do Massey High School, gdzie z sukcesami przez trzy lata występował jako kapitan w pierwszej drużynie tej szkoły. Występował następnie w związanym z nią lokalnym Massey Rugby Club, w 2002 roku zdobywając wyróżnienie dla najlepszego gracza lokalnych rozgrywek. W tym samym roku został wybrany do zespołu North Harbour, w którym występował do 2007 roku, w ostatnim sezonie pełniąc rolę wicekapitana. We wrześniu 2006 roku pierwszy raz w historii zespołu zdobył Ranfurly Shield, a podczas pierwszej obrony tego trofeum w czerwcu 2007 roku wystąpił jednocześnie wraz z oboma braćmi. Pod koniec 2006 roku dostał się zaś do występującej w Super 14 drużyny Crusaders, w której zagrał tylko jeden mecz, zespół ten miał bowiem do dyspozycji Stephena Bretta i Dana Cartera.
W 2007 na dwa sezony przeniósł się do francuskiego klubu RC Toulonnais, z którym awansował do Top 14. Od 2009 roku grał w japońskim klubie Suntory Sungoliath wygrywając z nim 48., 49. i 50. edycję All-Japan Rugby Football Championship, a także mistrzostwo Japonii w sezonie 2011-2012 i 2012-2013.
W listopadzie 2011 roku ogłoszono, że Pisi dołączy do grającej w Super Rugby drużyny Hurricanes na sezon 2012, po jego zakończeniu wracając jednak do Japonii. Podobną umową związał się z Hurricanes rok później.

## Kariera reprezentacyjna
Tusi Pisi reprezentował Nową Zelandię w turniejach juniorskich. Z kadrą U-21 zdobył mistrzostwo świata w roku 2003, zaś z reprezentacją rugby 7 zdobył brąz w turnieju rugby 7 na World Games 2001.
W zastępstwie niedostępnego wówczas Tasesa Lavea, Pisi dostał powołanie od drużyny Pacific Islanders na tournée po krajach celtyckich w listopadzie 2006 r. Wyspiarze przegrali wszystkie trzy mecze, a Pisi, będąc podstawowym łącznikiem ataku tej ekipy, zdobył 14 punktów, w tym przyłożenie.
Rok 2011 przyniósł zawodnikowi powołanie do kadry narodowej Samoa, w której zadebiutował 2 lipca meczem z Japonią. W lipcu tego roku walnie przyczynił się do pierwszej w historii wygranej Samoa nad Wallabies. Na Pucharze Świata 2011 zagrał w trzech z czterech meczów swojej drużyny, zostając z 25 punktami jej najskuteczniejszym zawodnikiem. W czerwcu 2012 roku w przegranym jednym punktem meczu ze Szkocją zdobył wszystkie 16 punktów swojego zespołu. Znalazł się również w trzydziestoosobowym składzie na kończące sezon reprezentacyjny 2012 mecze w Europie z Kanadą i Walią, w tym drugim zdobywając 11 punktów. W kolejnym sezonie otrzymywał powołania na czerwcowe i listopadowe spotkania kadry.

## Varia
- Jego dwaj młodsi bracia – George i Ken – również byli reprezentantami Samoa, najmłodszy – Mackenave – gra zaś w szkolnych drużynach[11][44].
- Żona Tala, syn Theron[11].